# Сундстрём, Юхан
Юхан Сундстрём (швед. Johan Sundström; 21 сентября 1992, Гётеборг) — шведский хоккеист, центральный нападающий.

## Биография
Юхан Сундстрём — воспитанник клуба «Фрёлунда». В 2010 году подписал с клубом двухлетний контракт. Первую шайбу в шведской лиге забросил 4 декабря 2010 года в ворота Андреаса Андерссона в матче против клуба ХВ71. В составе клуба стал чемпионом Швеции. На драфте НХЛ 2011 года был выбран американским клубом «Нью-Йорк Айлендерс». Подписал с ним контракт сроком на 3 года. Всего в НХЛ провёл 11 игр. После завершения контракта вернулся в родной клуб «Фрёлунда», в составе которого стал победителем Лиги Чемпионов 2015/16. В 2016 году впервые сыграл на чемпионате мира за национальную команду Швеции.